# استریدرن
استریدرن (به انگلیسی: Straidarran) یک روستا در بریتانیا است.